# Ajuntament de Rubí
L'Ajuntament de Rubí és un edifici de la ciutat de Rubí (Vallès Occidental) protegit com a bé cultural d'interès local. Anteriorment, aquest edifici va ser la casa pairal anomenada Cal Rufé, construïda el 1845. En la sessió de l'Ajuntament de l'any 1922, es va acordar comprar la casa a en Miquel Rufé. Les obres de reforma es van realitzar el 1923 aproximadament, i el 1927 s'hi va instal·lar el rellotge. El pati de la casa es va convertir en plaça pública.

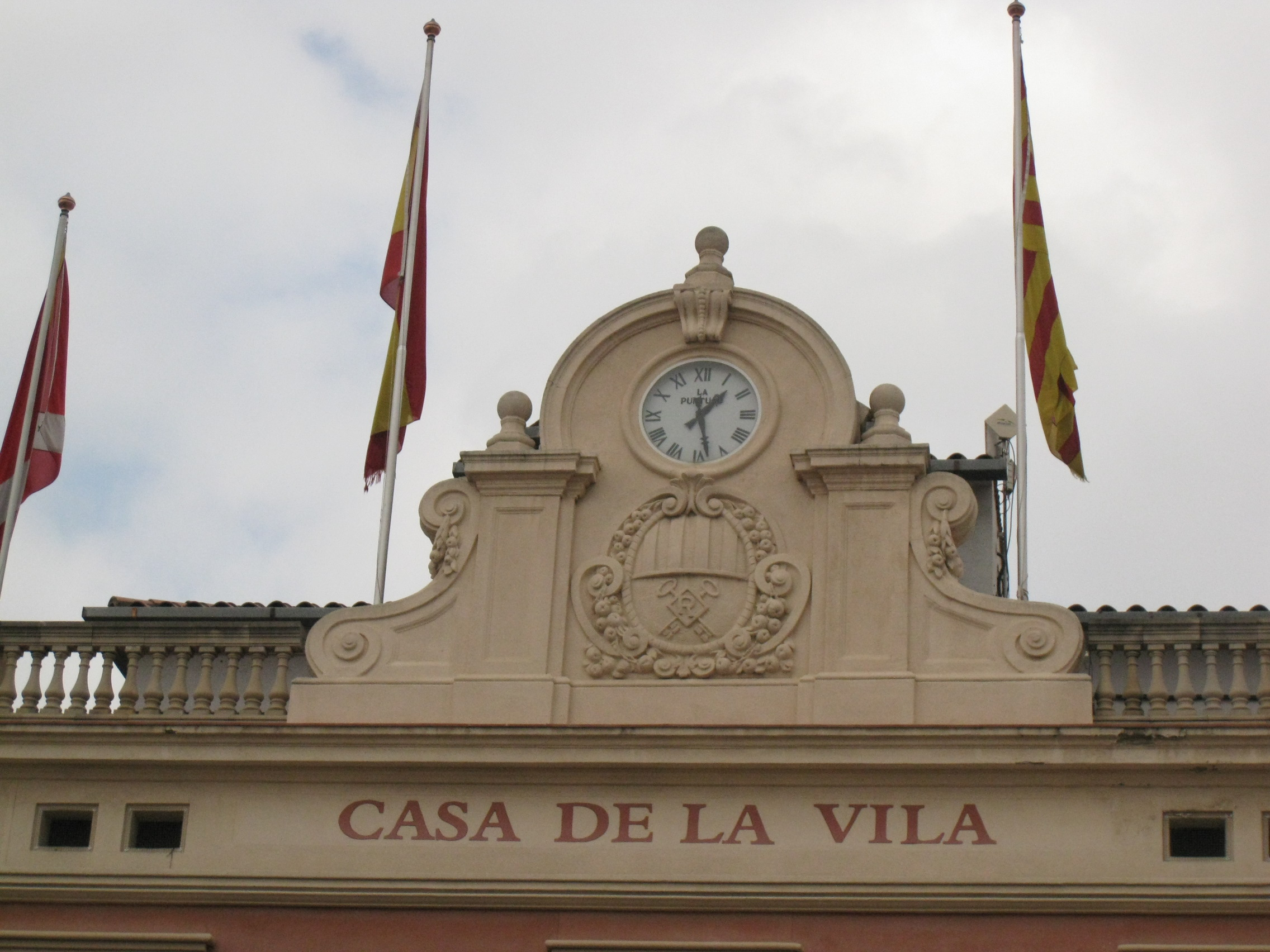
Detall del frontó que remata l'edifici, amb l'antic escut de Rubí

És un edifici civil d'estructura cúbica i que presenta una disposició simètrica dels seus elements. És de planta quadrada i té planta baixa i un pis. La reforma realitzada per Puig Gairalt es concentra bàsicament a la façana principal, en què els elements més característics són el balcó obert, amb barana de balustrada, que se sustenta sobre un petit pòrtic d'entrada format per dues columnes dòriques, i un coronament de la façana format per un petit frontó de formes motllurades on s'hi inscriu un rellotge i un escut. A la planta baixa les finestres eren geminades amb una columna dòrica.